# Albrecht Classen

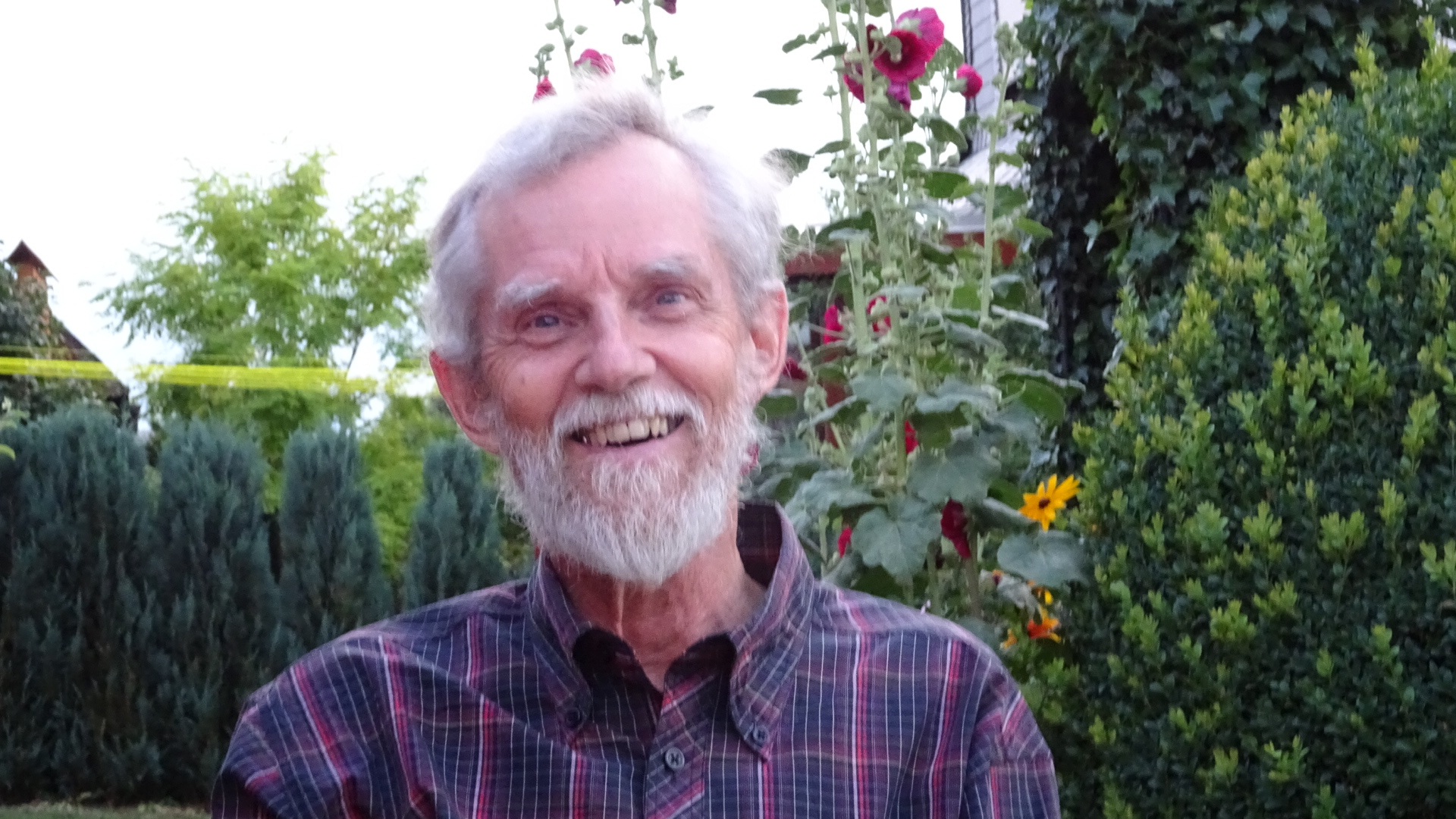
Albrecht Classen, Juli 2019

Albrecht Classen (* 23. April 1956 in Eitra bei Bad Hersfeld) ist ein deutscher Mediävist, Germanist und Kulturhistoriker. 

## Leben und Wirken
Albrecht Classen studierte von 1977 bis 1982 an der Philipps-Universität Marburg mit dem Abschluss des Staatsexamens. Außerdem studierte er vor seinem Staatsexamen in Erlangen, der University of Millersville in Pennsylvania, der Universität Salamanca und der Universität von Urbino. Ab 1982 studierte er an der Universität Oxford und ab 1984 an der University of Virginia, mit der Promotion (Ph.D.) 1986. Er wurde 1986 Lecturer an der University of Virginia (Abteilung Germanistik) und 1987 Assistant Professor, 1992 Associate Professor und 1994 Professor für Germanistik an der University of Arizona in Tucson (ab 2004 Distinguished Professor) und war an zahlreichen Universitäten weltweit Gastprofessor.
Classen veröffentlichte unter anderem über Oswald von Wolkenstein, Wolframs von Eschenbach Titurel, autobiographische Lyrik des Spätmittelalters, deutsche Volks- und Liederbücher, Schwankliteratur, Sex und Eros im Mittelalter und den Mythos des Keuschheitsgürtels, den Wald in der deutschen Literatur des Mittelalters und ökologische Themen (Wasser im Mittelalter), Frauenliteratur im Mittelalter und Prostitution in der Literatur des Mittelalters. Er ist Herausgeber zahlreicher Sammelbände und Anthologien über mittelalterliche und frühneuzeitliche Kultur- und Literaturgeschichte, darunter 2015 das dreibändige Medieval Culture bei De Gruyter und 2010 das dreibändige Handbook of Medieval Studies, Sammelbände unter anderem über Gewalt, Liebe, Freundschaft, Alter, Kindheit, den städtischen und ländlichen Raum, Spiritualität und Religion, Magie und Magier, interkulturelle Begegnung, Lachen in Mittelalter und früher Neuzeit. Außerdem veröffentlichte er über die Geschichte der deutschsprachigen Jesuiten im Südwesten der USA.
Classen veröffentlichte auch neun Gedichtbände, publizierte dazu viele Gedichte und Prosatexte in der Zeitschrift Trans-Lit 2 und verfasste einen Satireband.
2016 wurde er Mitglied des PEN-Zentrums deutschsprachiger Autoren im Ausland. 2004 erhielt er das Bundesverdienstkreuz am Bande. 2007 wurde er Ehrenbürger von Borsum (Harsum). 2012 erhielt er die Ehrung Carnegie Foundation for the Advancement of Teaching Arizona Professor of the Year, 2016 NACADA: The Global Community for Academic Advising, Certificate of Merit (Faculty Advising Category). 2016 erhielt er eine Festschrift, hrsg. von Werner Heinz, 2017 folgte der Ritterschlag (Knighted as Grand Knight Commander of the Most Noble Order of the Three Lions). Er war mehrfach Präsident der Rocky Mountain Modern Language Association und jahrzehntelanger Präsident des amerikanischen Deutschlehrerverbandes in Arizona (AATG).
Seit 2009 ist er Herausgeber von Mediaevistik (Ko-Herausgeber seit 1994), seit 1993 von Tristania (eingestellt 2002) und seit 2012 von Humanities Open Access (online Zeitschrift).
Mit Marilyn Sandidge gibt er seit 2006 die Reihe Fundamentals of Medieval Culture and Literature bei De Gruyter heraus, und zuletzt erschien Pleasure and Leisure in the Middle Ages and Early Modern Time (2019).
Er ist seit 1984 mit Carolyn A. Classen (geborene Sugiyama) verheiratet und hat einen Sohn Stephan M. Classen (* 1985) und eine Enkeltochter Sophie (* 2018).

## Schriften

### Bücher
- Zur Rezeption norditalienischer Kultur des Trecento im Werk Oswalds von Wolkenstein (1376/77–1445) (= Göppinger Arbeiten zur Germanistik. 471). Kümmerle, Göppingen 1987, ISBN 3-87452-707-7 (Zugleich: Charlottesville (Virginia), Universität, Dissertation, 1986).
- Utopie und Logos. Vier Studien zu Wolframs von Eschenbach Titurel (= Beiträge zur älteren Literaturgeschichte.). Carl Winter, Heidelberg 1990, ISBN 3-533-04292-8.
- Die autobiographische Lyrik des europäischen Spätmittelalters. Studien zu Hugo von Montfort, Oswald von Wolkenstein, Antonio Pucci, Charles d’Orléans, Thomas Hoccleve, Michel Beheim, Hans Rosenplüt und Alfonso Alvarez de Villasandino (= Amsterdamer Publikationen zur Sprache und Literatur. 91). Rodopi, Amsterdam u. a. 1991, ISBN 90-5183-248-6.
- The German Volksbuch. A Critical History of a Late-Medieval Genre (= Studies in German Language and Literature. 15). Edwin Mellen Press, Lewiston NY 1995, ISBN 0-7734-9134-1.
- Deutsche Liederbücher des 15. und 16. Jahrhunderts (= Volksliedstudien. 1). Waxmann, Münster u. a. 2001, ISBN 3-8309-1035-5.
- „Mein Seel fang an zu singen“. Religiöse Frauenlieder des 15.–16. Jahrhunderts. Kritische Studien und Textedition (= Studies in Spirituality. Supplements. 6). Peeters, Leuven u. a. 2002, ISBN 90-429-1098-4.
- Verzweiflung und Hoffnung. Die Suche nach der kommunikativen Gemeinschaft in der deutschen Literatur des Mittelalters (= Beihefte zur Mediaevistik. 1). Peter Lang, Frankfurt am Main u. a. 2002, ISBN 3-631-38209-X.
- Sprachmühlen - Spurensuchen. Gedichte. Mellen Poetry Press, Lewiston 2002.
- Mitlesebuch 78. Gedichte. Aphaia Verlag, Berlin, 2004.
- Der Liebes- und Ehediskurs vom hohen Mittelalter bis zum frühen 17. Jahrhundert (= Volksliedstudien. 5). Waxmann, Münster u. a. 2005, ISBN 3-8309-1378-8.
- The Medieval Chastity Belt. A Myth-Making Process. Palgrave Macmillan, New York NY 2007, ISBN 978-1-349-53627-6.
- The Power of a Woman’s Voice in Medieval and Early Modern Literature. New Approaches to German and European Women Writers and to Violence against Women in premodern Times (= Fundamentals of Medieval and Early Modern Culture. 1). De Gruyter, Berlin u. a. 2007, ISBN 978-3-11-019941-3.
- Deutsche Schwankliteratur des 16. Jahrhunderts. Studien zu Martin Montanus, Hans Wilhelm Kirchhof und Michael Lindener (= Koblenz-Landauer Studien zu Geistes-, Kultur- und Bildungswissenschafte. 4). Wissenschaftlicher Verlag Trier, Trier 2009, ISBN 978-3-86821-135-1.
- mit Lukas Richter: Lied und Liederbuch in der Frühen Neuzeit (= Volksliedstudien. 10). Waxmann, Münster u. a. 2010, ISBN 978-3-8309-2257-5.
- Sex im Mittelalter. Die andere Seite einer idealisierten Vergangenheit. Literatur und Sexualität. Bachmann, Badenweiler 2011, ISBN 978-3-940523-11-2.
- Sexual Violence and Rape in the Middle Ages. A Critical Discourse in Premodern German and European Literature (= Fundamentals of Medieval and Early Modern Culture. 7). De Gruyter, Berlin u. a. 2011, ISBN 978-3-11-916685-0.
- Early History of the Southwest through the Eyes of German-Speaking Jesuit Missionaries. A Transcultural Experience in the Eighteenth Century. Lexington Books, Lanham MD u. a. 2013, ISBN 978-0-7391-7784-6.
- Love, Life, and Lust in Heinrich Kaufringer’s Verse Narratives (= Medieval and Renaissance Texts and Studies. 467 = MRTS Texts for Teaching. 9). Arizona Center for Medieval and Renaissance Studies, Tempe AZ 2014, ISBN 978-0-86698-520-8.
- The Forest in Medieval German Literature. Ecocritical Readings from a Historical Perspective. Ecocritical Theory and Practice. Lexington Books, Lanham MD u. a. 2015, ISBN 978-0-7391-9518-5.
- Reading Medieval European Women Writers. Strong Literary Witnesses from the Past. Peter Lang, Frankfurt am Main u. a. 2016, ISBN 978-3-631-67407-9.
- Water in Medieval Literature. An Ecocritical Reading. Lexington Books, Lanham MD u. a. 2018, ISBN 978-1-4985-3984-5.
- Toleration and Tolerance in Medieval and Early Modern European Literature (= Routledge Studies in Medieval Literature and Culture. 8). Routledge, New York NY u. a. 2018, ISBN 978-1-138-54571-7.
- Prostitution in Medieval and Early Modern Literature. The Dark Side of Sex and Love in the Premodern Era.Lexington Books, Lanham MD u. a. 2019, ISBN 978-1-4985-8580-4.
- Charlemagne in Medieval German and Dutch Literature. D. S. Brewer, Cambridge 2021, ISBN 978-1-84384-583-6.

### Herausgaben (Auswahl)
- Medieval German Literature. Proceedings from the 23rd International Congress on Medieval Studies, Kalamazoo, Michigan, May 5–8, 1988 (= Göppinger Arbeiten zur Germanistik. 507). Kümmerle, Göppingen 1989, ISBN 3-87452-745-X.
- Women as Protagonists and Poets in the German Middle Ages. An Anthology of Feminist Approaches to Middle High German Literature (= Göppinger Arbeiten zur Germanistik. 528). Kümmerle, Göppingen 1991, ISBN 3-87452-768-9.
- Von Otfried von Weißenburg bis zum 15. Jahrhundert. Proceedings from the 24th International Congress on Medieval Studies, May 4–7, 1989 (= Göppinger Arbeiten zur Germanistik. 539). Kümmerle, Göppingen 1991, ISBN 3-87452-780-8.
- Handbook of Medieval Studies. Terms – Methods – Trends. 3 Bände. De Gruyter, Berlin u. a. 2010, ISBN 978-3-11-018409-9.
- East Meets West in the Middle Ages and Early Modern Time. Transcultural Experiences in the Premodern World (= Fundamentals of Medieval and Early Modern Culture. 14). De Gruyter, Berlin u. a. 2013, ISBN 978-3-11-032878-3.
- Handbook of Medieval Culture. Fundamental Aspects and Conditions of the European Middle Ages. 3 Bände. De Gruyter, Berlin u. a. 2015, ISBN 978-3-11-037760-6.
- Paradigm Shifts during the Global Middle Ages and Renaissance (= Arizona Studies in the Middle Ages and the Renaissance. 44). Brepols, Turnhout 2019, ISBN 978-2-503-58304-4.

1992 gab er bei Reclam die Verserzählung Moriz von Craûn heraus, 1994 Tristan als Mönch, 1997 Diu Klage (Nibelungenlied), 2006 Mai und Beaflor und 2008 die englische Übersetzung der Gedichte Oswalds von Wolkenstein., gefolgt von einer englischen Übersetzung von Rudolfs von Ems Der guote Gêrhart 2016.